# Бариська сільська рада
Ба́риська сільська́ ра́да — колишня адміністративно-територіальна одиниця та орган місцевого самоврядування в Чортківському районі Тернопільської області. Адміністративний центр — с. Бариш.

## Загальні відомості
Бариська сільська рада утворена в 1947 році.
- Територія ради: 44,2 км²
- Населення ради: 2 489 осіб (станом на 2001 рік)
- Територією ради протікає річка Баришка

До 19 липня 2020 р. належала до Бучацького району.
11 грудня 2020 р. увійшла до складу Бучацької міської громади.

## Населені пункти
Сільській раді були підпорядковані населені пункти:
- с. Бариш

## Склад ради
Рада складалася з 16 депутатів та голови.
- Голова ради:
- Секретар ради: Дмитрик Катерина Василівна

### Керівний склад попередніх скликань
| Прізвище, ім'я, по батькові | Основні відомості                                    | Дата обрання | Дата звільнення |
| --------------------------- | ---------------------------------------------------- | ------------ | --------------- |
| Труш Ярослав Мартинович     | Сільський голова, 1950 року народження, безпартійний | 26.03.2006   | 31.10.2010      |

Примітка: таблиця складена за даними сайту Верховної Ради України

### Депутати
За результатами місцевих виборів 2010 року депутатами ради стали:

#### За суб'єктами висування
| Суб'єкт висування | Кількість обраних депутатів | %   |
| ----------------- | --------------------------- | --- |
| Самовисування     | 18                          | 100 |

#### За округами
| № округу | Прізвище, ім'я, по батькові | Дата визнання обраним | Освіта             | Партійна приналежність | Відомості про обраного депутата        |
| -------- | --------------------------- | --------------------- | ------------------ | ---------------------- | -------------------------------------- |
| 1        | Ткачук Марія Михайлівна     | 04.11.2010            | середня            | позапартійна           | геріатричне відділення, медична сестра |
| 2        | Двуліт Богдан Мирославович  | 04.11.2010            | середня            | позапартійний          | цукровийзавод, зав.складом             |
| 3        | Дмитрик Катерина Василівна  | 04.11.2010            | середня            | позапартійна           | сільська рада, секретар                |
| 4        | Грунда Галина Ярославівна   | 04.11.2010            | середня            | позапартійна           | тимчасово не працює                    |
| 5        | Буда Світлана Віленівна     | 04.11.2010            | вища               | позапартійна           | тимчасово не працює                    |
| 6        | Садляк Оксана Богданівна    | 04.11.2010            | середня            | позапартійна           | бібліотека, бібліотекар                |
| 7        | Пасічний Олег Степанович    | 04.11.2010            | середня            | позапартійний          | тимчасово не працює                    |
| 8        | Ярош Ярослав Петрович       | 04.11.2010            | вища               | позапартійний          | центр зайнятості, головнийспеціал.     |
| 9        | Лучків Наталія Зеновіївна   | 04.11.2010            | середня            | позапартійна           | тимчасово не працює                    |
| 10       | Кльоцко Віталій Ярославович | 04.11.2010            | середня            | позапартійний          | тимчасово не працює                    |
| 11       | Марків Олександра Петрівна  | 04.11.2010            | середня            | позапартійна           | відділення зв'язку, начальник          |
| 12       | Окіпний Ігор Петрович       | 04.11.2010            | середня            | позапартійний          | тимчасово не працює                    |
| 13       | Бунько Марія Степанівна     | 04.11.2010            | середня            | позапартійна           | сільська рада, землевпорядник          |
| 14       | Рикус Андрій Степанович     | 04.11.2010            | незакінчена вища   | позапартійний          | студент                                |
| 15       | Буда Ольга Миколаївна       | 04.11.2010            | середня            | позапартійна           | відділення зв'язку, листоноша          |
| 16       | Гишка Леся Іванівна         | 15.11.2010            | середня спеціальна | позапартійна           | тимчасово не працює                    |
| 17       | Кольбух Ганна Йосипівна     | 04.11.2010            | середня            | позапартійна           | тимчасово не працює                    |
| 18       | Стасів Лідія Миколаївна     | 04.11.2010            | середня            | позапартійна           | тимчасово не працює                    |